# Alexander Held
Gerald Alexander Held (* 19. Oktober 1958 in München) ist ein deutscher Schauspieler.
Bekannt wurde Held vor allem durch seine Rollen in den Kinofilmen Der Schuh des Manitu, Der Untergang, Napola – Elite für den Führer und Sophie Scholl – Die letzten Tage sowie durch seine Hauptrollen in den Krimireihen Stralsund und München Mord. Neben seiner Mitwirkung in zahlreichen Theaterinszenierungen stand er seit 1981 bislang für über 160 Film- und Fernsehproduktionen vor der Kamera.

## Leben
Alexander Held kam im Oktober 1958 als Sohn des Schauspielers José Held (1903–1974) und der Hausfrau Sophie Held in München zur Welt. Während seiner Schulzeit war er Solosänger bei den Regensburger Domspatzen und ein talentierter Fußballspieler, der mit dem Fußballclub TSV 1860 München fünfmal die Jugendmeisterschaften gewann.
Von Dezember 2005 bis zu ihrem Tod 2014 war Held mit der Schauspielerin Patricia Gräfin Fugger von Babenhausen (1961–2014) verheiratet.

## Karriere

### Ausbildung und Theater
Held absolvierte seine Schauspielausbildung an der Otto-Falckenberg-Schule in München. 1980 erhielt er sein erstes Engagement bei den Münchener Kammerspielen. Weitere Engagements am Staatsschauspiel Hannover, der Freien Volksbühne Berlin (bis 1994), ab 1993 dem Theater Basel und den Salzburger Festspielen folgten.

### Film und Fernsehen
1981 gab Held in der Folge Das sechste Streichholz der Krimiserie Derrick sein Kameradebüt. Nach einer weiteren Gastrolle in der Krimiserie 1983 war er in jenem Jahr auch in der Fernsehserie Weißblaue Geschichten. Danach war Held zunächst in keinen weiteren Film- und Fernsehrollen zu sehen. 1993 wurde er von Regisseur Klaus Emmerich in Morlock erstmals für einen Fernsehfilm besetzt. Seitdem hat er in zahlreichen Film- und Fernsehproduktionen mitgewirkt. In Steven Spielbergs Schindlers Liste war er 1993 in einer Nebenrolle als SS-Mann zu sehen. 2001 übernahm er in Michael Herbigs Der Schuh des Manitu die Rolle des Schriftstellers Karl May. 2004 verkörperte er in Oliver Hirschbiegels Der Untergang den Staatssekretär im Auswärtigen Amt und SS-Brigadeführer Walter Hewel.
Wohl auch aufgrund der markanten Stimme, der Fähigkeit, seinen Figuren eine Doppelgesichtigkeit zu geben, die hintergründig leise eine gefährliche Unberechenbarkeit ausstrahlt, und seiner akkuraten, scharfen Aussprache verkörperte Held mehrmals NS-Funktionäre, wie 2005 in Marc Rothemunds Sophie Scholl – Die letzten Tage, wo er die Rolle des Gestapo-Beamten Robert Mohr, der die Vernehmungen von Sophie Scholl führte, spielte, oder 2008 im Fernsehzweiteiler Die Gustloff, wo er einen NSDAP-Ortsgruppenleiter verkörperte. 2004 war er in dem von Dennis Gansel inszenierten Kriegsfilm Napola – Elite für den Führer jedoch auch als Nazi-Gegner zu sehen.
Des Weiteren verkörperte er den Bundesanwalt Siegfried Buback gleich in zwei Produktionen: 2008 im Kino-Film Der Baader Meinhof Komplex sowie 2014 im Fernsehfilm Die Spiegel-Affäre.
Von 2003 bis 2009 wirkte er in der Sat.1-Serie Der Bulle von Tölz mit Ottfried Fischer mehrmals als ein SPD-Bundestagsabgeordneter mit, der meist das Nachsehen gegenüber seinen Gegnern von der „bayerischen Einheitspartei“ hat.
2007 spielte er neben Iris Berben den geldgierigen Schurken Heinrich von Strahlberg im Fernseh-Zweiteiler Afrika, mon amour. 2008 war er der Gegenspieler des Brandner Kaspar Alois Kugler im gleichnamigen Kinofilm von Joseph Vilsmaier. 2009 verkörperte er in Margarethe von Trottas Kinofilm Vision – Aus dem Leben der Hildegard von Bingen neben Barbara Sukowa, Heino Ferch und Hannah Herzsprung den politisch taktierenden Abt Kuno, und im selben Jahr sah man ihn in Sönke Wortmanns Die Päpstin als Kaiser Lothar I. 2010 spielte er die Figur des Oberstaatsanwalts Dr. Sasse neben Ulrich Tukur in Dieter Wedels Fernsehzweiteiler Gier. Seit 2010 spielt er an der Seite von Katharina Wackernagel und inzwischen Sophie Pfennigstorf den Beinprothese tragenden Hauptkommissar Karl Hidde in der ZDF-Krimireihe Stralsund. Seit 2014 verkörpert er in der ZDF-Krimireihe München Mord die Hauptrolle des Hauptkommissars Ludwig Schaller, der mit recht unkonventionellen Methoden seinen Chef verärgert, aber seine Fälle löst. Für diese Rolle erhielt er im selben Jahr den Bayerischen Fernsehpreis. In den Jahren 2015 und 2018 war er in dem ZDF-Historien-Mehrteiler Tannbach – Schicksal eines Dorfes neben Heiner Lauterbach und Henriette Confurius in einer der Hauptrollen als Bauer und ehemaliges NSDAP-Mitglied Franz Schober zu sehen.

## Filmografie (Auswahl)

### Kino
- 1993: Schindlers Liste
- 1996: Der kalte Finger
- 1997: Die Musterknaben
- 2000: Anatomie
- 2001: Der Schuh des Manitu
- 2002: Bibi Blocksberg
- 2004: Napola – Elite für den Führer
- 2004: Der Untergang
- 2005: Sophie Scholl – Die letzten Tage
- 2005: Der Schatz der weißen Falken
- 2006: Das wahre Leben
- 2006: Wholetrain
- 2008: Die Welle
- 2008: Der Baader Meinhof Komplex
- 2008: Die Geschichte vom Brandner Kaspar
- 2009: Vision – Aus dem Leben der Hildegard von Bingen
- 2009: Die Päpstin
- 2010: Nanga Parbat
- 2011: 4 Tage im Mai
- 2013: Heute bin ich blond
- 2015: Freistatt
- 2017: Mein Blind Date mit dem Leben
- 2017: Maria Mafiosi

### Fernsehen

#### Fernsehfilme
- 1996: Alle haben geschwiegen
- 1997: Es geschah am hellichten Tag
- 1997: Mali (Dreiteiler)
- 1999: Todesengel
- 2001: Vera Brühne (Zweiteiler)
- 2001: Der Tanz mit dem Teufel
- 2002: Der Bestseller – Mord auf italienisch
- 2004: Ich will laufen – Der Fall Dieter Baumann
- 2006: Mozart – Ich hätte München Ehre gemacht
- 2007: Bezaubernde Marie
- 2007: Afrika, mon amour (Dreiteiler)
- 2008: Die Gustloff (Zweiteiler)
- 2009: Hitler vor Gericht
- 2009: Crashpoint – 90 Minuten bis zum Absturz
- 2010: Eine Sennerin zum Verlieben
- 2010: Gier (Zweiteiler)
- 2011: Der kalte Himmel (Zweiteiler)
- 2011: Das Ende einer Maus ist der Anfang einer Katze
- 2012: Alleingang
- 2012: Trau niemals deiner Frau
- 2012: Kein Wort zu Papa (Fernsehfilm)
- 2013: Die Kronzeugin – Mord in den Bergen
- 2013: Der große Schwindel
- 2013: Im Netz
- 2013: Alaska Johansson
- 2013: Schon wieder Henriette
- 2014: Die Fahnderin
- 2014: Die Spiegel-Affäre
- 2014: Die Seelen im Feuer
- 2015–2018: Tannbach – Schicksal eines Dorfes (Sechsteiler)
- 2015: Storno: Todsicher versichert
- 2016: Schweigeminute
- 2018: Der Mordanschlag (Zweiteiler)
- 2020: Unterleuten – Das zerrissene Dorf (Dreiteiler)
- 2022: Geheimkommando Familie

#### Fernsehserien und -reihen
- 1981; 1983: Derrick (verschiedene Rollen, 2 Folgen)
- 1983: Weißblaue Geschichten (Folge Die Hauspost/Das Echo vom Karfunkelsee)
- 1984: Tatort: Heißer Schnee
- 1993: Morlock – König Midas
- 1995; 2008: Ein Fall für Zwei (verschiedene Rollen, 2 Folgen)
- 1996: Tatort: Schneefieber
- 1997: Anwalt Abel (Folge Das schmutzige Dutzend)
- 1997: Frauenarzt Dr. Markus Merthin (Folge Der Unfall)
- 1997: Stadtklinik (Folge Einsamkeit)
- 1998: Der Fahnder (Folge Foulspiel)
- 1999: Die Verbrechen des Professor Capellari – Tod eines Königs
- 1999: Tatort: Norbert
- 2000: HeliCops – Einsatz über Berlin (Folge Johnnys letzte Show)
- 2000: Wolffs Revier (Folge Yankee Bomber)
- 2001: Zwei Brüder: Farbe der Nacht
- 2001: Medicopter 117 – Jedes Leben zählt (Folge Mobbing)
- 2002: Um Himmels Willen (Folge Glück im Unglück)
- 2002: SK Kölsch (Folge Der Veteran)
- 2002: Das Duo: Tod am Strand
- 2003–2014: Der Alte (verschiedene Rollen, 4 Folgen)
- 2003: Kommissarin Lucas – Die blaue Blume
- 2003–2009: Der Bulle von Tölz (6 Folgen)
  - 2003: Berliner Luft
  - 2004: Das Wunder von Wemperding
  - 2006: Keiner kennt den Toten
  - 2008: Bulle und Bär
  - 2008: Der Zauberer im Brunnen
  - 2009: Abenteuer Mallorca
- 2004; 2019: Alarm für Cobra 11 – Die Autobahnpolizei  (verschiedene Rollen, 2 Folgen)
- 2004: Tatort: Große Liebe
- 2004–2006: Zwei am großen See (5 Folgen)
- 2005: Der Ermittler (Folge Willkommen in der Hölle)
- 2005: Donna Leon – Verschwiegene Kanäle
- 2005–2013: SOKO Kitzbühel (verschiedene Rollen, 4 Folgen)
- 2005: Tatort: Rache-Engel
- 2005: Tatort: Der doppelte Lott
- 2006: Der Elefant – Mord verjährt nie (Folge Hundsheim)
- 2006: Doppelter Einsatz: Seitensprung in den Tod
- 2006: Tatort: Revanche
- 2006; 2012: Kommissar Stolberg (verschiedene Rollen, 2 Folgen)
- 2006: Die Sitte (Folge Traumfrau)
- 2006: Nachtschicht – Der Ausbruch
- 2006: SOKO Leipzig (Folge Flucht aus Santo Domingo)
- 2007: Tatort: Der Traum von der Au
- 2007: Rosa Roth – Der Tag wird kommen (Dreiteiler)
- 2007–2011: Unter Verdacht (3 Folgen)
  - 2007: Das Geld anderer Leute
  - 2008: Die falsche Frau
  - 2011: Persönliche Sicherheiten
- 2008: Die Anwälte (8 Folgen)
- 2008; 2012: SOKO Donau (verschiedene Rollen, 2 Folgen)
- 2008; 2012: SOKO München (verschiedene Rollen, 2 Folgen)
- 2008: Bella Block: Falsche Liebe
- 2008: Stubbe – Von Fall zu Fall: Auf dünnem Eis
- 2010: Polizeiruf 110: Verdammte Sehnsucht
- 2009: Mord in bester Gesellschaft: Der süße Duft des Bösen
- 2010: Polizeiruf 110: Zapfenstreich
- 2010: Pfarrer Braun: Schwein gehabt!
- seit 2010: Stralsund → siehe Hauptdarsteller
- 2010: Ihr Auftrag, Pater Castell (Folge Sodom und Gomorrha)
- 2011: SOKO Wismar (Folge Mord mit Ansage)
- 2011: Tatort: Mord in der ersten Liga
- 2011: Ein starkes Team: Am Abgrund
- 2012: Dora Heldt: Kein Wort zu Papa
- 2012: Schnell ermittelt (Folge Jonas Wultz)
- 2012: Der Staatsanwalt (Folge Gefangen und erpresst)
- 2012; 2018: Die Chefin (verschiedene Rollen, 2 Folgen)
- 2012: Flemming (Folge Panikraum)
- 2012: Tatort: Der traurige König
- 2012: Kommissarin Lucas – Bombenstimmung
- 2013: Nachtschicht – Geld regiert die Welt
- 2013: Lena Fauch – Gefährliches Schweigen
- seit 2013: München Mord → siehe Besetzung
- 2014: Tatort: Im Schmerz geboren
- 2014: Das Traumschiff: Mauritius
- 2017: Mord in bester Gesellschaft: Winters letzter Fall
- 2021: Letzte Spur Berlin (2 Folgen)

## Auszeichnungen
- 2014: Bayerischer Fernsehpreis als bester Schauspieler in der Kategorie „Serien und Reihen“ für seine Rolle als Hauptkommissar Ludwig Schaller in München Mord (ZDF)
- 2023: Ehrenpreis beim Deutschen Fernsehkrimi-Festival für seine Rolle als Hauptkommissar Ludwig Schaller in München Mord (ZDF)[5]